# Blanche Deschamps-Jéhin

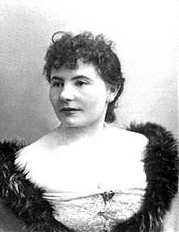
Nadar: Blanche Deschamps-Jehin (1910)

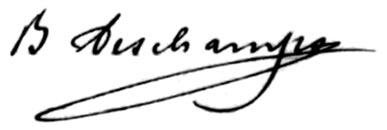
Signatur

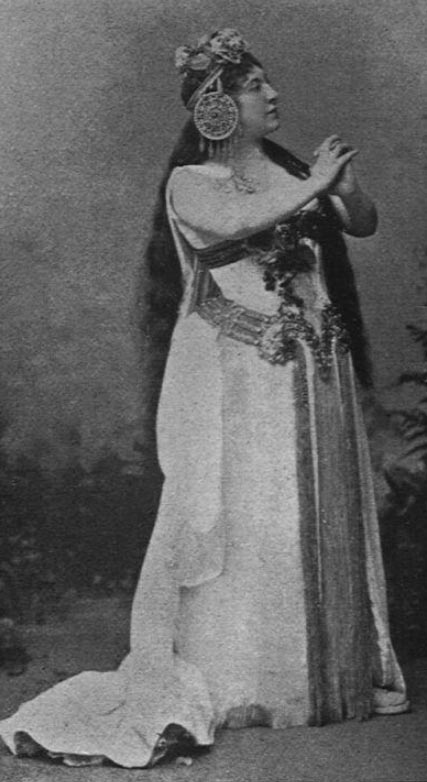
Blanche Deschamps-Jéhin als Dalila (1892)

Blanche Deschamps-Jéhin (geboren 18. September 1857 in Lyon; gestorben 24. Juni 1923 in Paris) war eine französische Opernsängerin in der Stimmlage Mezzosopran.

## Leben
Blanche Deschamps studierte an den Konservatorien von Lyon und Paris und war von 1879 bis 1905 auf der Opernbühne aktiv. Sie hatte eine ausdrucksreiche, voluminöse Stimme von großem Tonumfang. Sie war seit 1889 mit dem Dirigenten Léon Jehin (1853–1928) verheiratet.
Unter ihren Uraufführungen war die Titelrolle in der Oper Hérodiade von Jules Massenet.
Sie sang 1874 am Alhambra Theater Brüssel in der Operette Giroflé-Girofla von Charles Lecocq. Ihr Debüt als Opernsängerin erfolgte 1879 am Théâtre de la Monnaie in Brüssel mit der Titelfigur in Mignon von Ambroise Thomas. In Brüssel sang sie am 19. Dezember 1881 in der Uraufführung von Massenets Hérodiade. Ebenfalls dort sang sie am 7. Januar 1884 in der Uraufführung Ernest Reyers Oper Sigurd die Partie der Uta.
Ab 1885 sang sie an der Opéra-Comique in Paris, wo sie ebenfalls an mehreren Uraufführungen beteiligt war: am 25. April 1885 in Une nuit de Cléopâtre von Victor Massé, am 7. Mai 1888 in Le roi d’Ys von Édouard Lalo und am 10. Juni 1891 in Le Rêve von Alfred Bruneau. 1891 beteiligte sie sich an einem Meyerbeer-Konzert zum 100. Geburtstag des Komponisten. In London sang sie 1891 an der Covent Garden Oper als Carmen. In Paris trat sie 1892 in Herman Bembergs Elaine und als Fides im Propheten auf.
1892 bis 1902 hat sie ein festes Engagement als Primadonna an der Pariser Grand Opéra und begann mit der Dalila. 1893 trat sie dort als Fricka in der Pariser Erstaufführung der Walküre auf, am 19. Februar 1897 in der Uraufführung der Oper Messidor von Bruneau. Am 2. Februar 1900 kreierte sie an der Opéra-Comique in der Uraufführung Gustave Charpentiers Louise die Rolle der Mutter.
Ab 1889 gastierte sie regelmäßig an der Opéra de Monte-Carlo, an der ihr Mann Léon Jehin als Dirigent tätig war. Dort sang sie am 4. März 1894 in der postumen Uraufführung die Hulda von César Franck und am 9. März 1895 in der Uraufführung von La Jacquerie von Lalo und Arthur Coquard. Am 24. Mai 1899 sang sie an der Opéra-Comique Paris in der Uraufführung der Oper Cendrillon von Massenet die Rolle der Mme de Haltière, am 14. Februar 1903 in Le Tasse von Eugène d’Harcourt, am 14. Februar 1905 als Baronne in der Uraufführung von Massenets Oper Chérubin. Weitere Rollen hatte sie in Monte Carlo als Königin im Hamlet von Thomas, als Marta wie als Pantalis in Mefistofele von Arrigo Boito, als Pallas in Hélène von Camille Saint-Saëns, als Erda im Rheingold wie im Siegfried und als Stimme der Mutter in Hoffmanns Erzählungen. Ihre Karriere klang 1913 aus.